# ناک سیونگ گوجوسان
ناک سیونگ گوجوسان نوزدهمین پادشاه گوجوسان بود. او از ۷۰۳ قبل از میلاد تا ۶۷۵ قبل از میلاد سلطنت کرد. نام شخصی او هو (هانگول: 회، هانجا: 懷) بود. بعد از او  هیو جونگ به سلطنت رسید. 